# IV когорта бракаравгустанцев
IV когорта бракаравгустанцев (лат. Cohors IIII Bracaraugustanorum) — вспомогательное подразделение армии Древнего Рима, относящееся к типу cohors quinquagenaria peditata.
Это подразделение было набрано в 63 году по приказу императора Нерона из не обладавших правами римских граждан жителей города Бракара Августа в провинции Тарраконская Испания для усиления армии Гнея Домиция Корбулона, который вёл войны с Парфянским царством. Вскоре после этого, когда началась Первая Иудейская война, когорта вошла в состав римской армии, участвовавшей в конфликте. Согласно нескольким военным дипломам от 8 ноября 88 года, когорта была частью гарнизона Сирии. К концу I века, когда префектом когорты был Гай Ауфидий Максим, она была передислоцирована в Иудею.
Когорта принимала участие в парфянском походе Траяна, после чего вернулась в Иудею. В 132—135 годах подразделение участвовало в подавлении восстания Бар-Кохбы. Затем оно вошло в состав гарнизона провинции Сирия Палестинская, образованной вместо Иудеи, о чём свидетельствует ряд дипломов от 135, 138 и 139 годов. В правление императора Антонина Пия вексилляция IV когорты бракаравгустанцев и III когорты фракийцев находилась в провинции Реция в 145—150 годах. Военный диплом от 7 марта 160 года свидетельствует, что вся когорта была размещена в Сирии Палестинской. Она входила в состав римской армии во время парфянского похода Луция Вера. Во время восстания Авидия Кассия, когорта, очевидно, встала на его сторону. При Коммоде когорта не меняла своей дислокации.
После убийства Пертинакса поддержала сирийского наместника Песценния Нигера в его борьбе с Септимием Севером и, по всей вероятности, и была уничтожена в решающем сражении при Иссе, в котором победил Север.